# Triumfetta reflexa
Triumfetta reflexa är en malvaväxtart som beskrevs av W. V. Fitzg.. Triumfetta reflexa ingår i släktet triumfettor, och familjen malvaväxter. Inga underarter finns listade i Catalogue of Life.